# Union Kuenring

Logo des Vereins

Union Kuenring Flames – ukFlames seit 2012/2013 in einer Spielgemeinschaft unter dem Namen Basket Flames ist ein österreichischer Damen-Basketballverein aus Wien. Er ist mit 18 Damen-Meistertiteln in der obersten österreichischen Spielklasse der erfolgreichste Basketballverein Österreichs. Seit der Kooperation mit den Basket Clubs Vienna Juniors gibt es auch eine männliche Abteilung beim Verein.
Der Kampfname des Vereins hieß früher Union Kuenring Flames und nun mehr Basket Flames.

## Geschichte
1951 gründete Franz Mrkvicka den Damen-Basketballverein Union Kuenring, der 11 Jahre später nach dem Tod seines Gründers von Prof. Ander übernommen und weitergeführt wurde. In den folgenden drei Jahrzehnten stieg die Union Kuenring zu einem erfolgreichen Basketballverein in Österreich auf. Die Herren-Sektion spaltete sich 1975 ab.
Seit der Saison 2012/2013 gibt es eine Partnerschaft mit den Basket Clubs Vienna Juniors (bisher ein rein männlicher Verein) um beide Geschlechter abzudecken.

### Die Damen – Rekordmeister
Als 1963 die heutige AWBL – Austrian Women Basketball League gegründet wurde, waren die Damen der Union Kuenring von Anfang an Titelkandidaten. Bereits 1966 und in Folge bis 1969 wurde der Meistertitel erreicht. Dieser Erfolg wurde in den 19 darauf folgenden Saisons wiederholt. Von 1970 bis 1986 spielte Union Kuenring mit zwei Teams in der Bundesliga. 1988 sprang der Hauptsponsor ab und der Verein musste sich für kurze Zeit aus der Bundesliga zurückziehen. 1997 kehrte ein sehr junges, aus dem eigenen Nachwuchs aufgebautes, Damenteam zurück in die Bundesliga. Als einzige Mannschaft, die ohne Legionärinnen spielte, wurde auf Anhieb Platz 4 erreicht. 1999 wurde neben der Bundesligamannschaft auch die Wiener Landesliga stark forciert, wobei in folge einige Meistertiteln gewonnen wurden.

### Die Herrenmannschaft
Am Beginn gab es auch eine erfolgreiche Herrenmannschaft. 1959/60 erkämpfte sie den ersten Wiener-Meistertitel. 1965/66 wurden die Herren sogar österreichische Staatsmeister. 1975 trennte sich die Herrenabteilung vom Verein ab und gründete einen eigenen Verein.

## Erfolge der Damen
- 18 Titel Damen Bundesliga
  - 1967–1972
  - 1973 und 1974
  - 1975–1977
  - 1980–1985
- 14 Titel Landesliga Wien
  - 1982
  - 1984 und 1985
  - 1987 und 1988
  - 1990 und 1991
  - 1995
  - 1997
  - 2001 und 2002
  - 2004
  - 2008
  - 2010
  - 2014
- 6-mal Österreichischer Junioren-Meister (wu18)
  - 1965
  - 1986
  - 1988
  - 1990 und 1991
  - 1997
- 7-mal Österreichischer Jugend-Meister (wu16)
  - 1989–1992
  - 1994 und 1995
  - 1997
- Österreichischer Meister (wu14)
  - 2007
- Wiener Meister (wu14)
  - 2010
- Österreichischer Cupsieger (Minis)
  - 2007